# DMIR-Klasse M-3
Die Klasse M-3 der Duluth, Missabe and Iron Range Railway (DMIR) ist eine Baureihe vierzylindriger, mit einfacher Dampfdehnung arbeitender Schlepptender-Gelenkdampflokomotiven mit der Achsfolge (1’D)D2’ (Yellowstone) für den schweren Güterzugdienst, welche bei den Baldwin Locomotive Works (BLW) 1941 in acht Exemplaren hergestellt wurde. Eine zweite Serie von zehn baugleichen Maschinen folgte 1943 und wurde bei der DMIR als Klasse M-4 bezeichnet.

## Geschichte
Ende der 1930er Jahre ergab sich bei der Duluth, Missabe and Iron Range Railway (DMIR) ein Bedarf an leistungsfähigen Güterzuglokomotiven, welche einen 7900 t schweren Zug auf einer Steigung von 6,2 ‰ befördern konnten. Die Baldwin Locomotive Works (BLW) entwarfen eine vierzylindrige Schlepptender-Gelenklokomotive mit der Achsfolge (1’D)D2’ auf der Grundlage der 1938 an die Western Pacific Railroad (WP) gelieferten (1’D)D1’-Maschinen der Klasse M-137.
Acht Fahrzeuge mit den Fabriknummern 62526 bis 62533 wurden von den BLW gebaut und im Mai 1941 mit den Betriebsnummern 220 bis 227 als Klasse M-3 bei der DMIR in Dienst gestellt. Da sie alle Erwartungen erfüllten, bestellte die Bahngesellschaft weitere zehn baugleiche Lokomotiven. Mit den Fabriknummern 64707 bis 64716 verließen diese im Januar und Februar 1943 das Werk und erhielten bei der DMIR die Betriebsnummern 228 bis 237 sowie die Klassenbezeichnung M-4.
In den Wintern 1943/1944 und 1944/1945 mietete die Denver and Rio Grande Western Railroad (DRGW) einige Maschinen an und setzte sie als Schiebelokomotiven über den Tennessee Pass ein. Auch bei der Great Northern Railway (GN) und der Northern Pacific Railway (NP) waren sie anfangs im Einsatz. Bei der DMIR beförderten sie planmäßig die über 16 000 t schweren Eisenerzzüge von den Bergwerken in der Mesabi Range und Vermilion Range zu den Binnenhäfen in Duluth und Two Harbors. Gelegentlich übernahmen sie in Duluth die Leerzüge, welche regulär von den älteren (1’D)D1’-Mallets der Klassen M, M-1 und M-2 beziehungsweise nach deren Ausmusterung von einrahmigen Fünfkupplern bespannt wurden, und überwanden mit diesen auf dem Weg nach Proctor eine Steigung von 22 ‰.
Die 237 wurde nach einem Unfall vorzeitig außer Dienst gestellt. Die Ausmusterung der übrigen 17 Lokomotiven infolge der voranschreitenden Verdieselung begann 1958 und dauerte bis 1963 an. Drei Fahrzeuge blieben erhalten, die 225 in Proctor, die 227 im Lake Superior Railroad Museum in Duluth und die 229 in Two Harbors, alle anderen wurden verschrottet.

## Technik
Die Gelenklokomotiven besitzen ein Triebgestell mit einem führenden Laufradsatz und vier Kuppelradsätzen, auf dem sich der vordere Teil des Kessels abstützt. Das hintere Laufwerk besteht aus vier im Hauptrahmen gelagerten Kuppelradsätzen und einem zweiachsigen Delta-Schleppgestell. Triebgestell- und Hauptrahmen sind Stahlgussrahmen mit angegossenen Zylinderblöcken. Der Treibradsatz ist jeweils der dritte gekuppelte Radsatz. Als Treib- und Kuppelräder wurden Boxpok-Räder verwendet, die Radsatz- und Stangenlager sind als Rollenlager ausgeführt. Die Feuerbüchse ist mit Thermosiphons sowie einer Verbrennungskammer ausgestattet, ein Stoker übernimmt die Rostbeschickung. Einige Fahrzeuge waren mit einem Elesco-Oberflächenvorwärmer, andere hingegen mit einem Worthington-Mischvorwärmer ausgerüstet. Bei voller Leistung verbraucht die Maschine etwa 10,9 t Steinkohle und 45 m³ Wasser pro Stunde. Der Schlepptender ist ein siebenachsiger Steifrahmentender mit führendem zweiachsigen Drehgestell, ähnlich dem der Klassen 4884-1 und 4884-2 der Union Pacific Railroad (UP).